# Urobilinogen
L'urobilinogen és un metabòlit tetrapirròlic i d'aspecte incolor de la bilirubina que la seva fórmula molecular és C33H44N₄O₆. Es produeix a l'intestí dels vertebrats per l'acció dels bacteris de la flora anaeròbia sobre la bilirubina, que prové de les excrecions biliars del tracte digestiu.
En pacients sans, aproximadament la meitat de l'urobilinogen és eliminat per via renal, considerant-se normals les quantitats que oscil·len entre 1 a 4 mil·ligrams cada 24 hores. La resta de l'urobilinogen és reabsorbit pel sistema vascular portal i després passa al fetge, on és processat pels hepatòcits i és excretat de nou a la bilis.
Quan es produeixen malalties hepàtiques o hematològiques, en les quals hi ha una major producció de bilirubina, el sistema de transport hepàtic es veu desbordat i una part de l'urobilinogen excedent és eliminat per via renal. A l'orina, l'urobilinogen és transformat en urobilina, la seva variant oxidada, la qual confereix a l'orina el seu color groguenc característic. L'excés d'urobilinogen a la femta és transformat en estercobilina, un pigment de color marró.

## Metabolisme

Esquema representatiu del procés de metabolisme de la bilirubina fins a la seva transformació en urobilinogen i la seva posterior excreció per l'orina o la femta

El metabolisme de la bilirubina s'inicia quan els eritròcits, la vida mitjana dels quals s'estima entre els 100 i 120 dies, finalitzen el seu cicle vital. La seva membrana cel·lular es disgrega, l'hemoglobina que es troba al seu interior s'allibera i inicia un procés de degradació per mitjà dels macròfags de la melsa, del fetge i del moll de l'os. L'hemoglobina es dissocia en un grup hemo i en globina per acció de l'enzim hemo-oxigenasa. Aquest grup hemo es converteix inicialment en biliverdina i posteriorment es converteix en bilirubina por l'acció de la biliverdina reductasa.
Una vegada formada pels macròfags, la bilirubina viatja pel sèrum associada a l'albúmina. La bilirubina no conjugada és captada pels hepatòcits. Dins de les cèl·lules hepàtiques s'associa a les ligandines i es conjuga amb dues molècules d'àcid glucurònic. L'enzim que catalitza aquesta conjugació és la UDP-glucoronil transferasa, que provoca la producció de di-glucoronat de bilirubina. Aquest és transportat a la llum del canalicle biliar a través de transportadors específics situats en la membrana de l'hepatòcit.
La bilirubina conjugada s'elimina a través de la bilis. Aquesta passa a l'intestí, on és degradada pels bacteris intestinals. L'activitat bacteriana produeix una sèrie de substàncies incolores conegudes en el seu conjunt com urobilinogen que, en ser oxidades, formen la urobilina —de color taronja-marró— que atorga a la femta el seu color característic. Certa quantitat d'urobilinogen és absorbida al còlon i passa al torrent circulatori, per on retorna al fetge per ser reexcretat a la bilis. Aquesta circulació enterohepàtica no sembla servir per a la funció útil, però l'urobilinogen hidrosoluble penetra al filtrat urinari a mesura que la sang passa pel ronyó.
Normalment l'orina conté petites quantitats d'urobilinogen. Tan solament apareixen en nivells patològics si existeixen quantitats anormalment elevades a l'intestí, o si el fetge no pot excretar l'urobilinogen absorbit. Un augment dels nivells d'urobilinogen urinari sol indicar una malaltia hepàtica incipient. Òbviament, la producció d'urobilinogen serà nul·la si no penetra bilirubina a la bilis. En casos de dany hepàtic sever o d'obstrucció de les vies biliars, l'urobilinogen urinari i fecal es veurà disminuït.

## Test específic
Si es detecten valors anormals d'urobilinogen en una anàlisi d'orina rutinària, convé un examen més profund per determinar les causes d'aquesta anomalia i comprovar l'estat de salut del pacient.
El test per detectar la presència d'urobilinogen a l'orina es basa en la reacció d'aquest amb la sal de diazoni estable p-metoxibenzè diazoniofluoborat, la qual forma un colorant vermell azoic. Per norma general, l'urobilinogen ha d'estar present a l'orina quan a la sang del pacient s'ha produït un augment de bilirubina no conjugada, encara que cada vegada es té menys en compte per la seva ràpida oxidació en contacte amb l'aire.
El límit de detecció és d'aproximadament 7 µmol/L (0,4 mg/dL), en el nivell del qual l'urobilinogen també present a l'orina normal dona una coloració rosa pàl·lid. La diferenciació entre orina normal i patològica és possible comparant el color amb una escala de colors estandarditzada.
El test és específic per l'urobilinogen i no reacciona amb altres substàncies diazopositives, la qual cosa aporta cert avantatge per a la seva precisa detecció. Tampoc es veu afectat per la interferència de la prova d'Ehrlich. Si no apareix el característic color vermell en ajuntar-se amb porfobilinogen, es pot deduir la presència d'àcid p-amino-salicílic, sulfamides, sulfonilurees i altres substàncies a l'orina.

## Variacions de concentració

### Reducció dels nivells o absència

Representació gràfica de la forma estructural tetrapirròlica d'una molècula d'urobilinogen.

Si el sistema biliar extrahepàtic està obstruït no arribarà bilirubina a l'intestí i no es detectarà urobilinogen a l'orina o la femta, encara que no és possible detectar la seva absència total a una anàlisi estàndard. També amb teràpia amb antibiòtics, la supressió de la flora intestinal habitual pot impedir la transformació de bilirubina a urobilinogen, causant l'absència d'aquest últim en l'orina.
L'última de les causes d'aquesta absència d'urobilinogen pot correspondre a una suspensió total de la secreció de la bilis (o colepoesi) al fetge, per exemple en casos d'hepatitis vírica molt greu, o a lesions hepatotóxiques severes.

### Augment dels nivells
Les condicions que ocasionen un augment dels nivells d'urobilinogen a l'orina i a la femta solen ser malalties amb un catabolisme elevat de l'hemoglobina. Algunes d'aquestes són:
- Hepatitis: un augment de la concentració d'urobilinogen a l'orina pot indicar l'inici d'una hepatitis aguda.[16]
- Cirrosi.
- Metàstasis hepàtiques.
- Infarts hepàtics.
- Icterícia hemolítica.
- Resolució de grans hematomes o grans infarts hemorràgics.
- Colangitis: es caracteritza per inflamació del conducte biliar comú o colèdoc.[17]

#### Risc de càncer
Algunes investigacions han conclòs que les persones que posseeixen uns nivells mitjans més elevats d'urobilinogen fecal i de pH a la seva femta són més propenses a patir càncer de còlon amb relació a altres persones de les seves mateixes característiques —edat, sexe i nivell socioeconòmic— però que tenen nivells més baixos.
S'ha arribat a considerar que les causes d'aquestes diferències es poguessin trobar en la dieta, en la forma d'ingerir els aliments i en la manera adequada de mastegar-los. A més, la ingesta de productes làctics fermentats de forma habitual pot influir positivament, actuant com a protectors els àcids grassos de la llet.

## Funció antioxidant
Uns experiments de finals de l'any 2005 suggereixen que l'urobilinogen té la capacitat d'atrapar els radicals lliures i, per tant, d'inhibir la reacció en cadena que té lloc en els processos d'oxidació, demostrant així ser un poderós antioxidant que pot arribar a superar altres com el betacarotè, l'alfatocoferol o la mateixa bilirubina.

## Urobilinogen en animals
Gràcies a un estudi de científics de la Facultat de Ciències Veterinàries de la Universidad Nacional del Nordeste, es va arribar a la conclusió que algunes espècies d'animals, com la granota toro (Lithobates catesbeianus), posseeixen quantitats apreciables d'urobilinogen a la seva orina, a vegades barrejat amb eritròcits, hemoglobina, leucòcits, gèrmens, bilirubina, cossos cetònics, proteïnes i cilindres granulosos.
En aquest estudi es van prendre a vint-i-sis individus sans de l'espècie Lithobates catesbeianus criats en captivitat de manera controlada i es van sotmetre a una anàlisi d'orina, l'extracció de la qual es va dur a terme mitjançant una punció vesical. Per mitjà de tires reactives, es va poder analitzar la presència d'urobilinogen juntament amb altres components. Addicionalment, en el sediment urinari obtingut per centrifugació mitjançant un examen microscòpic, es va verificar l'existència de cèl·lules sanguínies, com a eritròcits i leucòcits.